# Narodni park Nizke Tatre
Narodni park Nizke Tatre (slovaško Národný park Nízke Tatry; skrajšano NAPANT) je narodni park v osrednji Slovaški, med dolinama reke Váh in Hron. Park in njegov varovalni pas pokrivata celotno gorovje Nizke Tatre. Narodni park pokriva površino 728 km², njegov varovalni pas pa pokriva površino 1102 km², in je največji narodni park na Slovaškem.
Razdeljen je med Banskobistriški okraj (okrožja Banská Bystrica in Brezno), Žilinski okraj (okrožja Ružomberok in Liptovsky Mikulaš) in Prešovski okraj (okrožje Poprad). Najvišji vrh je Ďumbier (2043 m). Pod vrhom Kráľova hoľa izvirajo štiri velike slovaške reke: Váh, Hron, Hnilec in Hornád.

## Zgodovina
Proces zaščite ozemlja Nizke Tatre se je začel s prvimi poskusi v letih 1918-1921 in takoj po drugi svetovni vojni. Leta 1963 je bil podan predlog za ustanovitev narodnega parka Nizke Tatre pod imenom Narodni park osrednje Slovaške. V obdobju med letoma 1965 in 1966, tik pred zaključkom zadnjega predloga, je bil predlagan osnutek za narodni park Ďumbier. Cilj tega osnutka je bil vključiti severni in južni del osrednjega ozemlja Nizkih Tater. Od leta 1967 do 1968 je bil osnutek preoblikovan s ciljem ustanovitve narodnega parka ob 25. obletnici slovaške narodne vstaje. Vendar je trajalo še 10 let, da so premagali različne ovire, ki so preprečile ustanovitev narodnega parka. Leta 1978 je bil narodni park ustanovljen z Uredbo 119/1978 Slovaške socialistične republike. Območje narodnega parka je bilo določeno na 81.095 ha, njegovo varstveno območje pa na 123.990 ha. Status narodnega parka je istega leta objavilo ministrstvo za kulturo Slovaške socialistične republike v uredbi 120/1978. Ta uredba določa pogoje za zavarovanje posameznih območij.
Meje parka in zaščitnih območij so bile spremenjene 17. junija 1997 z uredbo št. 182/1997 vlade Slovaške republike. Revidirana površina narodnega parka je merila 72.842 ha, kar je 8253 ha manj od prvotne površine. Revidirana površina varstvenih pasov je bila prilagojena na 110.162 ha, kar je za 13.828 ha manj od površine, določene leta 1978.

## Geografija
Narodni park Nizke Tatre v celoti pokriva glavni greben in vznožje Nizkih Tater. Osrednje območje je razdeljeno na dva dela: en del vključuje Ďumbierske Tatry (imenovan po gori Ďumbier) med prelazoma Donovaly in Čertovica, drugi del pa vključuje Kráľovohorské Tatry (imenovan po gori Kráľova hoľa) med prelazoma Čertovica in Vernár. Varstveno območje vključuje območje okoli prelaza Čertovica, nadalje Kozie chrbty severno od občine Liptovská Teplička, pokrajino Horehronské podolie (ali Horehronie) severno od reke Hron od Telgárta do Slovenská Ľupča, del gorovja Starohorské vrchy (Spania Dolina , Staré Hory ) in del Podtatranská kotline (porečje Spodnje Tatre) približno južno od Váha in akumulacijskega jezera Liptov. Mesta Banska Bistrica, Brezno, Liptovský Hrádok, Liptovsky Mikulaš in Ružomberok so tik izven zaščitnega območja. Administrativno je južna stran v političnem okrožju Banskobistriški okraj (okrožje Banská Bystrica in Brezno), severna stran večinoma v Žilinskem okraju (Okresy Ružomberok in Liptovský Mikuláš) z manjšimi deli v Prešovskem okraju (okrožje Poprad).
Dolgi stranski grebeni segajo od glavnega grebena proti severu, medtem ko se gore precej bolj strmo spuščajo proti jugu. Samo na območju okoli gore Ďumbier sta severno in južno vznožje skoraj enako dolga. Verjetno najbolj znana dolina je Demänovská dolina, kjer je občina Demänovská Dolina, ki vključuje tudi znano smučišče Jasná.
Gora Kráľova hoľa je znana kot »streha« v slovaškem rečnem sistemu, ker štiri reke izvirajo ob vznožju gore ali v neposredni bližini: Váh (prek izvirne reke Čierny Váh), Hornád, Hnilec in Hron. Druge pomembne reke so Boca, Demänovka in Revúca na severnem pobočju ter Bystrianka na južnem pobočju. V nasprotju s Tatrami je zelo malo gorskih jezer (slovaško plesá), primer je Vrbické pleso pri Jasni.
Kraška pokrajina Nizkih Tater je omogočila nastanek na stotine velikih ali majhnih jam; samo v dolini Demänová je bilo odkritih več kot 170 jam. Obstajata Demänovská ľadová jaskyňa (Demänová ledena jama) in Demänovská jaskyňa Slobody (Demänovská jama svobode). Obe sta del večjega, približno 35 km dolgega jamskega sistema okoli reke Demänovka. Nekaj jam pa se je razvilo tudi na južni strani; primer je javno dostopna Bystrianska jaskyňa (Bystrá jama) blizu Bystre, v zavarovanem območju narodnega parka.

## Rastlinstvo in živalstvo
Ozemlje narodnega parka lahko v grobem razdelimo na tri vegetacijske cone: gozd, travnike in pobočja. Približno 90 % parka pokriva gozd, ki je razdeljen na dva nivoja: v nižjih predelih rastejo bukev, jelka, v okolici Brezna pa hrast. Od nadmorske višine 1150 m (severno pobočje) / 1300 m (južno pobočje) do gozdne meje na 1500 m se pojavljajo veliki smrekovi gozdovi. Prvotno obsežna stopnica Krummholz zdaj pokriva le majhen del (0,3 %) narodnega parka. Nasprotno pa v zgornjih višinskih legah do 2000 m alpske planine, po domače hole (ednina hoľa). Še posebej okoli gora Salatín (1630 m), Krakova hoľa (1751 m) in Ohnište (1533 m n. m.) raste bogato rastlinje. Mednje sodijo predvsem: slovanski kosmatinec (Pulsatilla slavica), alpska zlatica (Ranunculus alpestris), planika (Leontopodium alpinum), clusijev divjakovec (Doronicum clusii) in ledenodobna reliktna alpska velesa (Dryas octopetala). Poseben primer so pobočja v severnih dolinah, zlasti okoli Demänovke in Salatíne. Poleg smrek rastejo tu tudi ostanki prvotnega borovega gozda in javorji.
Veliki gozdovi tvorijo primeren življenjski prostor za različne sesalce. Značilni predstavniki so jelen, srna, divja svinja, ris, volk, navadna lisica in drugi. Vendar pa je simbol narodnega parka rjavi medved. Nad gozdno mejo je možno srečati redkejše živalske vrste, pri čemer je divje živali v višjih legah podobne tistim v Tatrah - na primer planinski orel in alpski svizec. Novejša živalska vrsta je tatrski gams, ki je bil umetno priseljen iz Visokih Tater šele v zgodnjih 1970-ih. Danes v Nizkih Tatrah živi okoli 100 gamsov.

## Turizem
V parku so odlični pogoji za številne športne aktivnosti. Nekatera letovišča so Jasna Nizke Tatre, Tále, Demänovská dolina in Čertovica. Za javnost so odprte naslednje jame: Demänovská jaskyňa Slobody (Demänovská jama svobode), Demänovská ľadová jaskyňa (Demänovská ledena jama), jama Bystrá, jama Važecká in Jama mrtvih netopirjev.

## Zavarovana območja
Trenutno so na območju parka oziroma njegovega varovalnega pasu vzpostavljena naslednja zavarovana območja, ki obsegajo 98,89 km²:
- 10 narodnih naravnih rezervatov
- 10 naravnih rezervatov, vključno s Horné lazy
- 5 državnih naravnih spomenikov
- 6 naravnih spomenikov
- 1 zavarovano območje